# 1. FC Posen
Der 1. FC Posen war ein deutscher Fußballclub in der im Zweiten Weltkrieg vom Deutschen Reich annektierten, vormals polnischen Stadt Posen.
Gegründet wurde der Verein im Februar 1940 von den Behörden des Reichsgaus Wartheland. Als erster Vorsitzender und gleichzeitig Mannschaftskapitän wurde der frühere polnische Nationalspieler Friedrich Scherfke eingesetzt, der sich als Volksdeutscher hatte registrieren lassen. Zu den Spielern gehörten Presseberichten zufolge sowohl Reichsdeutsche als auch Volksdeutsche und im Rahmen der Umsiedlungsaktion „Heim ins Reich“ nach Posen gekommene Baltendeutsche.  Polen durften nicht Mitglieder werden, ihnen war der organisierte Sport verboten.
Der 1. FC war einer von acht deutschen Vereinen, die 1940 in der neugegründeten Bezirksliga Posen ihre Meisterschaft austrugen. Nach der Runde der Hinspiele lag er im Frühsommer ungeschlagen auf dem 1. Platz.  Er beendete die Saison im Spätherbst als Zweiter, hinter der Post SG Posen.
Belegt sind mehrere Freundschaftsspiele, unter anderem schlug der 1. FC Posen eine Berliner Stadtauswahl zur Überraschung der Fachpresse mit 4:2 und den BuEV Danzig, in dem damals der Nationalspieler Adolf Urban spielte, mit 4:3.
Im Oktober 1940 wurde der 1. FC Posen in Luftwaffen-Sportverein (LSV) Posen umbenannt, Scherfke schied aus dem Kader aus. Die NS-Behörden sahen ihn wegen seiner Kontakte zu Vereinskameraden aus seinem früheren Club Warta Poznań offenbar als unzuverlässig an.